# J.D. Power
J.D. Power è una società di ricerca di marketing e di servizi di informazione con sede negli Stati Uniti, fondata nel 1968 da James David Power III.
La società conduce sondaggi sulla soddisfazione dei clienti, sulla qualità dei prodotti e sul comportamento degli acquirenti per le industrie che vanno dagli autoveicoli alle società di marketing e pubblicità. L'azienda è meglio conosciuta per la sua ricerca sulla soddisfazione dei cliente sulla qualità dei veicoli nuovi e sull'affidabilità a lungo termine degli stessi. La società ha sede a Costa Mesa, in California.
La McGraw Hill Financial acquistò l'azienda da James David Power III nell'aprile 2005; fu poi ceduta al gruppo di investimento privato XIO Group che pagò 1,1 miliardi di dollari per acquisire l'azienda nel 2016.